# Затула Василь Іванович
Затула Василь Іванович (15 червня 1966 року) — український географ-метеоролог, кандидат географічних наук, доцент Київського національного університету імені Тараса Шевченка.

## Біографія
Народився 15 червня 1966 року у Вапнярці Томашпільського району Вінницької області. Закінчив у 1988 році географічний факультет Київського університету, у 1991 році аспірантуру університету. Кандидатська дисертація «Метеорологічний режим і забруднення повітря у великих містах України (на прикладі Києва)» захищена у 1993 році. У Київському університеті працював у 1991—1992 роках науковим співробітником, в 1993—2003 роках старшим викладачем, доцентом, у 1995—2003 роках завідувач кафедри географії та екології Уманського педагогічного університету імені Павла Тичини. З 2003 року працює доцентом кафедри метеорології та кліматології Київського університету. Викладає дисципліни кліматологічного циклу, атмосферну оптику, електрику та акустику. Досліджує метеорологічні аспекти забруднення атмосферного повітря та особливості режиму окремих кліматичних величин. Член Національного міжвідомчого комітету з гідрометеорології Міністерства освіти і науки України.

## Нагороди і відзнаки
Відмінник освіти України, звання присвоєне у 2000 році.

## Наукові праці
Автор та співавтор близько 80 наукових праць, 1 підручника, 3 навчальних посібників, 2 колективних монографій. Основні праці:
1. Практикум із соціально-економічної географії України. — Умань, 2002.
2. Загальні географічні закономірності Землі: Навчальний посібник. — К., 2003 (у співавторстві).
3. Охорона навколишнього середовища. — К., 2006 (у співавторстві).
4. Географічні основи охорони навколишнього середовища. — К., 2006 (у співавторстві).
5. Метеорологія: Підручник. — К., 2009 (у співавторстві).